# ارومانگا، کوئینزلند
ارومانگا (به انگلیسی: Eromanga) یک شهرک در استرالیا است که در کوئینزلند واقع شده‌است.